# 졸로투른역
졸로투른역(Bahnhof Solothurn)은 스위스 졸로투른주의 주도인 졸로투른 지자체에 서비스를 제공한다. 졸로투른은 주요 철도 교차로이며, 6개의 철도 노선이 있다.

## 레이아웃
졸로투른은 3개의 다른 지역에서 4명의 운영자에게 서비스를 제공한다. 역의 주요 부분에는 1-3번 트랙과 5-6번 트랙을 제공하는 1면과 2개의 섬 플랫폼이 있다. 이들은 BLS 및 스위스 연방 철도 열차에서 사용된다. 역 남쪽에 있는 또 다른 섬 플랫폼은 지방운송 베른-졸로투른 (RBS)에서 사용하는 트랙 9-10을 제공한다. 마지막으로 아레 젤란트 모빌(asm)의 협궤 열차는 역 북쪽의 루체른슈트라세에 정차한다. 이것은 21번 트랙으로 지정된다.

## 운행편
2021년 12월 시간표 변경에 따라 졸로투른에서 다음 서비스가 정차한다.
- 인터시티 :
  - 로잔과 취리히 중앙역 사이를 매시간 운행한다.
  - 제네바 공항과 로르샤흐 사이를 매시간 운행한다.
- 레기오익스프레스 : 베른까지 30분 간격 운행.
- 레기오 :
  - 랑엔탈까지 30분 운행.
  - 툰까지 매시간 서비스.
  - S20 : 올텐 및 빌/비엔까지 30분 운행 랑엔도르프, 롬미스빌 또는 오버도르프 SO에 제한된 서비스.
  - S21: 무티(Moutier)까지 매시간 운행.